# Hopes and Fears (album Keane)
Zasugerowano, aby zintegrować ten artykuł z artykułem Hopes and Fears DVD. Nie opisano powodu propozycji integracji.
Hopes and Fears – debiutancki album brytyjskiego zespołu rockowego Keane. Wydany wiosną 2004 roku. Zdobył szybko popularność zdobywając podwójną platynową płytę stając się krótko po wydaniu albumem numer jeden w Wielkiej Brytanii. Płyta ponownie zdobyła szczyt listy najlepiej sprzedających się wydawnictw muzycznych krótko po zwycięstwie w konkursie Brit Awards w kategorii najlepszej płyty roku w lutym 2005.
Z płyty tej pochodzą single "Somewhere Only We Know", "Everybody’s Changing", "Bedshaped" oraz "This Is the Last Time".

## Lista utworów
1. "Somewhere Only We Know"
2. "This Is the Last Time"
3. "Bend and Break"
4. "We Might as Well Be Strangers"
5. "Everybody’s Changing"
6. "Your Eyes Open"
7. "She Has No Time"
8. "Can't Stop Now"
9. "Sunshine"
10. "Untitled 1"
11. "Bedshaped"

### Lista utworów (edycja brytyjska)
1. "Somewhere Only We Know"
2. "Bend and Break"
3. "We Might as Well Be Strangers"
4. "Everybody’s Changing"
5. "Your Eyes Open"
6. "She Has No Time"
7. "Can't Stop Now"
8. "Sunshine"
9. "This Is the Last Time"
10. "On a Day Like Today" '
11. "Untitled 1"
12. "Bedshaped"

### Lista utworów (edycja japońska)
1. "Somewhere Only We Know"
2. "Bend and Break"
3. "We Might as Well Be Strangers"
4. "Everybody’s Changing"
5. "Your Eyes Open"
6. "She Has No Time"
7. "Can't Stop Now"
8. "Sunshine"
9. "This Is the Last Time"
10. "On a Day Like Today"
11. "Untitled 1"
12. "Bedshaped"
13. "Snowed Under"
14. "Allemande"

## Twórcy
- Tim Rice-Oxley
- Tom Chaplin
- Richard Hughes

W pisaniu piosenek This Is the Last Time oraz Bedshaped uczestniczył również James Sanger.